# Historia de los ministerios de Trabajo y Seguridad Social de España
Este artículo trata sobre los ministerios españoles que, a lo largo de la historia, han asumido competencias en materia de trabajo.

## Historia
El Ministerio de Trabajo se creó, bajo el Gobierno de Eduardo Dato, por Real Decreto de 8 de mayo de 1920. Previamente se habían constituido el Instituto de Reformas Sociales (1903, heredero a su vez de la Comisión de Reformas Sociales, 1883) y el Instituto Nacional de Previsión (1908) que se integraron en el nuevo Departamento, también obtuvo las competencias del recién desaparecido Ministerio de Abastecimientos (1918-1920), predecesor del Ministerio de Trabajo. Asimismo, formaron parte de su estructura el Negociado de Trabajo de la Dirección General de Comercio, Industria y Trabajo, el Consejo de Emigración y el Patronato de Ingenieros y Obreros Pensionados para el Extranjero. También se le atribuyeron las funciones de la Inspección de Trabajo, que se había creado en 1906.
Instaurada la II República y siendo Ministro Francisco Largo Caballero se dictó el Decreto sobre Asociaciones Obreras, mediante el cual estas entidades pasaron a la jurisdicción del Ministerio de Trabajo desde el de Gobernación.
Bajo la Dictadura franquista y la supresión de las libertades de sindicación, manifestación y huelga así como la negociación colectiva, el Ministerio, sin perjuicio de la labor del Sindicato Vertical, amplió su capacidad de acción, estableciendo hasta el detalle de las condiciones laborales.
Tras la restauración democrática, las competencias en materia de Seguridad Social pasaron en 1977 al recién creado Ministerio de Sanidad, aunque Trabajo las recuperó en 1981. En 1978 se creaba el Instituto Nacional de Empleo. Más tarde, la creación en 1988 del Ministerio de Asuntos Sociales supuso la pérdida de las políticas sociales, incluido el IMSERSO. No obstante, ambos Departamentos se fusionaron en 1996, tras la victoria electoral del Partido Popular, adscribiéndosele por primera vez los organismos Instituto de la Mujer e Instituto de la Juventud.
En 2004, con José Luis Rodríguez Zapatero como Presidente del Gobierno, el Ministerio de Trabajo asume las competencias en materia de inmigración que hasta el momento residían en el Ministerio del Interior. En cuanto a las políticas sociales, en 2008 se distribuyeron entre el Ministerio de Educación y el recién creado Ministerio de Igualdad, si bien en uno y otro caso finalizaron en el de Sanidad transcurridos uno y dos años respectivamente.
En la X Legislatura, desde el 22 de diciembre de 2011, el Ministerio pasa a denominarse de Empleo y Seguridad Social, si bien conservando las mismas competencias. Tras la moción de censura contra Mariano Rajoy de 2018 y la formación del nuevo Gobierno de Pedro Sánchez en junio de 2018, pasa a denominarse Trabajo, Migraciones y Seguridad Social.
La remodelación del Gobierno acaecida en 2020, al inicio de la XIV legislatura de España provoca que el Departamento se escinda en dos, creándose por un lado el Ministerio de Trabajo y Economía Social y por otro el de Inclusión, Seguridad Social y Migraciones. Esa dicotomía se mantiene en la XV Legislatura.

## Denominaciones del Ministerio
A lo largo de la Historia este ministerio ha recibido las denominaciones de:
- Ministerio de Trabajo y Previsión Social
- Ministerio de Trabajo, Sanidad y Previsión Social
- Ministerio de Trabajo, Sanidad y Justicia
- Ministerio de Trabajo y Previsión
- Ministerio de Trabajo y Asistencia Social
- Ministerio de Trabajo
- Ministerio de Acción y Organización Sindical
- Ministerio de Agricultura y Trabajo
- Ministerio de Trabajo, Sanidad y Seguridad Social
- Ministerio de Trabajo y Seguridad Social
- Ministerio de Trabajo y Asuntos Sociales (tras absorber al Ministerio de Asuntos Sociales de España)
- Ministerio de Trabajo e Inmigración
- Ministerio de Empleo y Seguridad Social
- Ministerio de Trabajo, Migraciones y Seguridad Social
- Ministerio de Trabajo y Economía Social
- Ministerio de Inclusión, Seguridad Social y Migraciones

## Lista de Secretarios de Estado de Seguridad Social
- Luis Gamir Casares (1978-1979)
- José Barea Tejeiro (1980-1981)
- José Antonio Sánchez Velayos (1981)
- Luis García de Blas (1982-1986) (1)
- Adolfo Jiménez Fernández (1986-1996) (1)
- Juan Carlos Aparicio (1996-2000)
- Gerardo Camps Devesa (2000-2003)
- Fernando Castelló (2003-2004)
- Octavio Granado (2004-2011)
- Tomás Burgos (2011-2018)
- Octavio Granado (2018- 2020)
- Israel Arroyo Martínez (2020-2022) (2) -Secretario de Estado de Seguridad Social y Pensiones -
- Francisco de Borja Suárez Corujo (2022- ) (2) -Secretario de Estado de Seguridad Social y Pensiones -

(1) Secretario General de la Seguridad Social
(2) En el Ministerio de Inclusión, Seguridad Social y Migraciones

## Lista de Secretarios de Estado de Inmigración y Emigración
- Enrique Fernández-Miranda y Lozana (2000-2002) (1)
- Ignacio González González (2002-2003) (1)
- Gonzalo Robles Orozco (2003-2004) (1)
- Consuelo Rumí (2004-2010).
- Anna Terrón i Cusí (2010-2011).
- Marina del Corral Téllez (2012-2018) -Secretaria General-
- Consuelo Rumí (2018-2020) -Secretaria de Estado de Migraciones-
- Hana Jalloul Muro (2020-2021)  (2)  -Secretaria de Estado de Migraciones-
- Jesús Javier Perea Cortijo (2021-2022 ) (2)  -Secretario de Estado de Migraciones-
- Isabel Castro Fernández (2022-2023) (2)  -Secretaria de Estado de Migraciones-
- Pilar Cancela Rodríguez (2023- ) (2)  -Secretaria de Estado de Migraciones-

(1) Delegado del Gobierno para la Extranjería y la Inmigración en el Ministerio del Interior

(2) En el Ministerio de Inclusión, Seguridad Social y Migraciones

## Lista de Secretarios Generales de Empleo
- Manuel Núñez Pérez (1981-1982) (1)
- Álvaro Espina Montero (1985-1991) (2)
- Jesús Arango Fernández (1991-1993) (2)
- Marcos Peña Pinto (1993-1996) (2)
- Manuel Pimentel Siles (1996-1999)
- Juan Pedro Chozas Pedrero (1999-2003)
- Carmen Lucía de Miguel y García (2003-2004)
- Valeriano Gómez Sánchez (2004-2006)
- Antonio González González (2006-2008)
- Maravillas Rojo Torrecilla (2008-2010)
- María Luz Rodríguez Fernández (2010-2011) (3)
- Engracia Hidalgo Tena (2011-2015) (3)
- Juan Pablo Riesgo Figuerola-Ferretti  (2015-2018) (3)
- Yolanda Valdeolivas García (2018-2020) (3)
- Joaquín Pérez Rey (2020- ) (4) (5)

(1) Secretario de Estado de Empleo y Relaciones Laborales
(2) Secretario General de Empleo y Relaciones Laborales
(3) Secretaria de Estado de Empleo
(4) Secretario de Estado de Empleo y Economía Social
(5) Secretario de Estado de Trabajo

## Lista de Secretarios de Estado de Economía Social
- María Amparo Merino Segovia (2023- )

## Lista de Subsecretarios
| Nombre                                | Cuerpo de funcionarios                                                                   | Año de nacimiento | Fecha de nombramiento   |
| ------------------------------------- | ---------------------------------------------------------------------------------------- | ----------------- | ----------------------- |
| Francisco Javier Isturiz de Aguinaga  | Cuerpo Superior de Inspectores de Trabajo y Seguridad Social                             | 1934              | 9 de febrero de 1977    |
| Jerónimo Arozamena Sierra             | Magistrado                                                                               | 1933              | 11 de julio de 1977     |
| Gerardo Harguindey Banet              | Cuerpo Técnico Superior de la Administración de la Seguridad Social                      | 1937              | 27 de febrero de 1978   |
| José Miguel Prados Terriente          | Cuerpo Superior de Inspectores de Trabajo y Seguridad Social                             | 1945              | 11 de julio de 1980     |
| Miguel Cuenca Valdivia                | Cuerpo Superior de Inspectores de Trabajo y Seguridad Social                             | 1948              | 29 de diciembre de 1981 |
| Segismundo Crespo Valera              | Cuerpo Superior de Inspectores de Trabajo y Seguridad Social                             | 1942              | 7 de diciembre de 1982  |
| Carlos Navarro López                  | Cuerpo Superior de Inspectores de Trabajo y Seguridad Social                             | 1938              | 21 de abril de 1991     |
| Marino Díaz Guerra                    | Profesor Universitario                                                                   | 1937              | 10 de mayo de 1996      |
| José Marí Olano                       | Cuerpo de Abogados del Estado                                                            | 1969              | 19 de julio de 2002     |
| Aurora Domínguez González             | Cuerpo Superior de Inspectores de Trabajo y Seguridad Social                             | 1947              | 19 de abril de 2004     |
| Leandro González Gallardo             | Cuerpo Superior de Administradores Civiles del Estado                                    | 1945              | 21 de abril de 2008     |
| José María de Luxán Meléndez          | Cuerpo Superior de Administradores Civiles del Estado                                    | 1957              | 29 de octubre de 2010   |
| Pedro Llorente Cachorro               | Cuerpo Superior de Administradores Civiles del Estado                                    | 1967              | 30 de diciembre de 2011 |
| Raúl Riesco Roche                     | Cuerpo Superior de Administradores Civiles del Estado                                    | 1965              | 15 de junio de 2018     |
| Gemma del Rey Almansa                 | Cuerpo Superior de Sistemas y Tecnologías de la Información                              | 1978              | 17 de enero de 2020     |
| María Raquel González Peña (**)       | Cuerpo Superior de Interventores y Auditores de la Administración de la Seguridad Social |                   | 17 de enero de 2020     |
| Verónica Ollé Sesé (**)               | Magistrada                                                                               |                   | 13 de julio de 2021     |
| José Alberto Sereno Álvarez (**)      | Cuerpo Superior de Administradores Civiles del Estado                                    | 1956              | 5 de diciembre de 2022  |
| José Ramón del Prado Cortés           | Cuerpo Superior de Administradores Civiles del Estado                                    |                   | 28 de noviembre de 2023 |
| Cristina Asacia Navarro Enterría (**) | Administración Especial de la Administración Local                                       |                   | 28 de noviembre de 2023 |

(**) En el Ministerio de Inclusión, Seguridad Social y Migraciones

## Lista de directores generales
| - Dirección de Gabinete del Ministro - Macarena Álvarez Avilés (2023- ) (**) - María Teresa Ledo Turiel (2021-2023) (**) - Virginia Uzal García (2023- ) - Josep Vendrell Gardeñes (2021-2023) - Elena Biurrun Sáinz de Rozas (2020-2021) (**) - Mª Amparo Ballester Pastor (2020-2021) - Encarnación Orozco Corpas (2018-2020) - Matías Jove Díaz (2015-2018) - Juan Pablo Riesgo Figuerola-Ferretti (2011-2015) - Antonio González González (2010-2011) - Julio Pérez Sanz (2004-2010) - Antonio Luis Martínez-Pujalte López (2002-2004) - Alicia Dolores Domínguez Martín (2000-2002) - Luis Martínez-Sicluna Sepúlveda (1999-2000) - Juan José Matarí Sáez (1996-1999) - Eduardo Clavijo Fernández Palacios (1993-1996) - Manuel Sampedro Gallo (1990-1993) - Concepción Gutiérrez del Castillo (1986-1990) - José Teófilo Serrano Beltrán (1982-1986) - Antonio Martínez Sánchez (1981-1982) - Antonio Julve Benedicto (1981) - Dirección General de Trabajo - María Nieves González García (2023- ) - Ricardo Morón Prieto (2023) - Verónica Martínez Barbero (2020-2023) - Ángel Allúe Buiza (2018-2020) - Concepción Pascual Lizana (2018) - Raúl Riesco Roche (2010-2011) - José Luis Villar Rodríguez (2008-2010) - Raúl Riesco Roche (2006-2008) - Esteban Rodríguez Vera (2004-2006) - Soledad Córdova Garrido (1991-2004) - Francisco José González de Lena Álvarez (1990-1991) - Carlos Navarro López (1985-1990) - Francisco José García Zapata (1982-1985) - Fernando Somoza Albardonedo (1981-1982) - José Miguel Prados Terriente (1977-1981) - Dirección General de Nuevas Formas de Empleo - Lucía Finkel Morgenstern (2025- ) - Dirección General de Empleo - Xavier Jean Braulio Thibault Aranda (2012-2018) - Vicente Mora González (1995-1996) - Aurora Domínguez González (1990-1995) - José Ignacio Pérez Infante (1985-1990) - Carlos Navarro López (1982-1985) - Jesús Fernández de la Vega Sanz (1982) - Dirección General de Empleo y Promoción Social - Miguel Cuenca Valdivia (1979-1981) - Fernando Somoza Albardonedo (1978-1979) - Rafael de Cossío y Cosío (1977-1978) - Economía Social y de la Responsabilidad Social de las Empresas - Aicha Belassir Khaya (2023- ) - Dirección General del Trabajo Autónomo, de la Economía Social y de la Responsabilidad Social de las Empresas - Maravillas Espín Sáez (2020-2023) - María Antonia Pérez León (2018-2020) - Carmen Casero González (2015-2018) - Miguel Ángel García Martín (2012-2015) - Dirección General de la Economía Social, del Trabajo Autónomo y de la Responsabilidad Social de las Empresas - Juan José Barrera Cerezal (2008-2011) - Dirección General de la Economía Social del Trabajo Autónomo y del Fondo Social Europeo - Juan José Barrera Cerezal (2004-2008) - Dirección General de Cooperativas y Sociedades Laborales - Juan José Barrera Cerezal (1991) - Ramón Salabert Parramón (1989-1991) - Sebastián Reyna Fernández (1982-1989) - Dirección General de Cooperativas - José Manuel Fraile Soria (1981-1982) - Ezequiel Jaquete Molinero (1980-1981) - Luis del Val Velilla (1978-1980) - José Fernando Merino Merchán (1987-1978) - Dirección General de la Inspección de Trabajo y Seguridad Social - Gabriel Álvarez del Egido (2017-2018) - José Ignacio Sacristán Enciso (2012-2017) - Demetrio Vicente Mosquete (2010-2012) - Raimundo Aragón Bombín (2004-2010) - Francisco Javier Minondo Sanz (2002-2004) - Carlos María Font Blasco (2001-2002) - Dolores de la Fuente Vázquez (2000-2001) - Francisco Javier Minondo Sanz (1996-2000) - Encarnación Cazorla Aparicio (1993-1996) - José Ignacio Domínguez García de Paredes (1990-1993) - Alfredo Mateos Beato (1987-1990) - Juan Ignacio Moltó García (1984-1987) - Dirección General de Ordenación de la Seguridad Social - Marta Morano Larragueta (2024- ) (**) - José Fernández Albertos (2022-2024) (**) - Borja Suárez Corujo (2018-2022) - Miguel Ángel García Díaz (2016-2018) - Rafael Antonio Barberá de la Torre (2012-2016) - Miguel Ángel Díaz Peña (2004-2012) - José Luis Gómez-Calcerrada Gascón (2000-2004) - Ana de Vicente Merino (1996-2000) - Dirección General de Planificación y Ordenación Económica de la Seguridad Social - Ana de Vicente Merino (1990-1996) - Dirección General de Ordenación Jurídica y Entidades Colaboradoras de la Seguridad Social - José Antonio Panizo Robles (1990-1996) | - Dirección General de Régimen Económico de la Seguridad Social - César García García (1986-1990) - Adolfo Jiménez Fernández (1982-1986) - Francisco Zambrana Chico (1981-1982) - Jesús Palacios Rodrigo (1980-1981) - Francisco Arance Sánchez (1980) - Juan Aracil Martín (1979-1980) - Dirección General de Régimen Jurídico de la Seguridad Social - José Antonio Panizo Robles (1985-1990) - Isidro Gregorio García Diez (1979-1981) - Dirección General de Gestión Migratoria - Santiago Antonio Yerga Cobos (2025- ) (**) - Francisco Celso González González (2024-2025) (**) - Dirección General de Migraciones - Carlos Mora Almudí (2023-2024) (**) - Santiago Antonio Yerga Cobos (2020-2023) (**) - Irene Aguirrezabal Quijera (2020) (**) - José Alarcón Hernández (2018-2020) - Ildefonso de la Campa Montenegro (2017-2018) - Aurelio Miras Portugal (2012-2017) - Dirección General de Inmigración - Markus González Beilfuss (2010-2011) - Agustín Torres Herrero (2009-2010) - Marta Rodríguez-Tarduchy Díez (2004-2009) - Dirección General de Extranjería e Inmigración - Manuel Pérez Gómez (2000-2004) (*) - Dirección General de Atención Humanitaria y del Sistema de Acogida en Materia de Protección Internacional - Paloma Favieres Ruiz (2025- ) (**) - Amapola Blasco Marhuenda (2023-2025) (**) - Dirección General de Gestión del Sistema de Acogida en Materia de Protección Internacional y Temporal - Amapola Blasco Marhuenda (2022-2023) (**) - Dirección General de Programas de Atención Humanitaria e Inclusión Social - Carlos Mora Almudí (2023) (**) - Miriam Benterrak Ayensa (2022-2023) (**) - Dirección General de Programas de Protección Internacional y Atención Humanitaria - Miriam Benterrak Ayensa (2022) (**) - Elena Biurrun Sainz de Rozas (2021-2022) (**) - María Teresa Pacheco Mateo-Sagasta (2021) (**) - Dirección General de Inclusión y Atención Humanitaria - María Teresa Pacheco Mateo-Sagasta (2020-2021) (**) - Francisco Miguel Dorado Nogueras (2020) (**) - Santiago Antonio Yerga Cobos (2020) (**) - Dirección General de Integración y Atención Humanitaria - Estrella Rodríguez Pardo (2018-2020) - Dirección General de Integración de los Inmigrantes - Estrella Rodríguez Pardo (2004-2011) - Dirección General de la Ciudadanía Española en el Exterior y Políticas de Retorno - María Elena Bernardo Llorente (2023- ) (**) - Dirección General de la Ciudadanía Española en el Exterior - María del Pilar Pin Vega (2009-2011) - Agustín Torres Herrero (2008-2009) - Dirección General de Emigración - Agustín Torres Herrero (2005-2008) - Jesús Ramón Copa Novo (2004-2005) - Raimundo Aragón Bombín (1984-1991) - María Teresa Iza Echave (1982-1984) - Eduardo Ameijide Montenegro (1981-1982) - José Luis García López (1980-1981) - José Antonio Escudero López (1978-1980) - José Luis Muñoz Selma (1977-1978) - Dirección General de Servicios - María Luisa Delgado Medina (2008-2010) - Enrique Heras Poza (1982-1996) - José María García Oyaregui (1981-1982) - José Antonio Sánchez Velayos (1981) - Dirección General de Personal - Leandro González Gallardo (1985-1993) - Dirección General de Estadística y Análisis Sociolaboral - Juan Luis Gimeno Chocarro (2017-2018) - Dirección General de Informática y Estadística - Pedro Maestre Yenes (1991-1996) - María del Carmen de Miguel Castaño (1985-1993) - Secretaría General Técnica - Plácido Ramón Vázquez García (2023- ) (**) - Consolación Rodríguez Alba (2021- ) - Blanca Cano Sánchez (2020-2021) - Iria Álvarez Besteiro (2020-2023) (**) - Gonzalo Giménez Coloma (2018- ) - Pablo Hernández-Lahoz Ortiz (2012-2018) - José Luís de Ossorno Almécija (2011-2012) - José Antonio Panizo Robles (2009-2010) - Esteban Rodríguez Vera (2006-2009) - Francisco José González de Lena Álvarez (2004-2006) - Javier Cepeda Morrás (2003-2004) - Luis Martínez-Sicluna Sepúlveda (2000-2003) - María Dolores de Cospedal García (1999-2000) - Julio Sánchez Fierro (1996-1999) - Francisco José González de Lena Álvarez (1991-1996) - Carlos Navarro López (1990-1991) - José Antonio Griñán Martínez (1987-1990) - José Antonio Zapatero Ranz (185-1987) - Álvaro Espina Montero (1982-1985) - Ignacio Benjumea Cabeza de Vaca (1981-1982) - Juan Damián Traverso (1981) - Manuel Dapena Baqueiro (1980-1981) - Emilio Pujalte Clariana (1980) - Alejandro Mulas García (1979-1980) - Jesús Blanco Campaña (1978-1979) - Miguel Ángel Campos Alonso (1977-1978) |

(*) En el Ministerio del Interior
(**) En el Ministerio de Inclusión, Seguridad Social y Migraciones